# NGC 7380

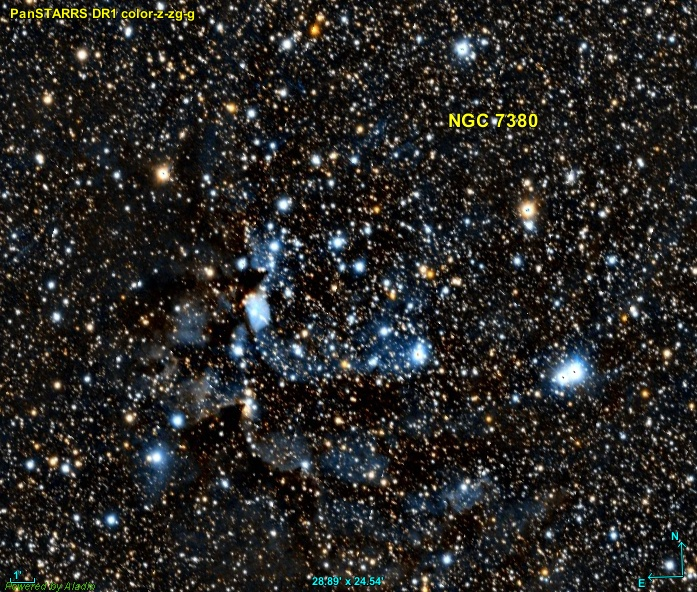
De open sterrenhoop

NGC 7380 is een open sterrenhoop in het sterrenbeeld Cepheus. Het ligt ongeveer 7000 lichtjaar van de Aarde verwijderd en werd in 1787 ontdekt door de Duits-Britse astronoom Caroline Herschel. NGC 7380 bevindt zich in de gasnevel Sharpless2-142 (Sh2-142), die ook bekend is als de Tovenaarsnevel (Wizard Nebula).

## Synoniemen
- OCL 244
- LBN 511